# 菱野洋介
菱野 洋介（ひしの ようすけ、1977年5月20日- ）は日本の作曲家、編曲家。東京都出身。

## 略歴
尚美学園大学中退。在学中はピアノ、作曲、声楽を学ぶ。
活動は、映画、テレビ、CM、ゲーム、テーマパークなどの音楽や歌の作曲、編曲を手がける。声楽の指導も行う。
2012年、東京ディズニーランド「ディズニー・ロイヤルドリーム・ ウェディング」オープニングテーマ曲を担当。
2015年、株式会社ウォール（音楽制作／音響制作会社）を設立。代表取締役。
2019年、『よこがお』（監督：深田晃司、ロカルノ国際映画祭インターナショナル・コンペティション部門、トロント国際映画祭）では作曲協力。フランスにてレコーディングを行う。

## 作品の特徴
壮大でメロディアスなアレンジ、声楽を取り入れた楽曲を得意とするが、最近では前衛的なアート色の強い楽曲も積極的に制作している。

## 作品

### 長編映画
- アスペルガー・レイブ（2012年 監督：遠藤一平）
- プラシーボ（2014年 監督：遠藤一平）
- 身体を売ったらさようなら（2017年 監督：内田英治）
- 獣道（2017年 監督：内田英治）作曲協力
- ダブルミンツ（2017年 監督：内田英治）作曲協力
- サラバ静寂（2018年 監督：宇賀那健一）作曲協力
- 海を駆ける（2018年 監督：深田晃司）作曲協力
- 笑いの枝折り（2019年 監督：濱谷裕平）
- ソローキンの見た桜（2019年 監督：井上雅貴）
- ジャンクション29（2019年 監督：ウエダアツシ／山田晃久）作曲協力
- ある街の高い煙突（2019年 監督：松村克弥）
- よこがお（2019年 監督：深田晃司）作曲協力
- 逆位置のバラッド（2020年 監督：山崎賢）
- LOVE LIFE（2022年 監督：深田晃司）アレンジ協力
- Inside Water（2022年 監督：井上雅貴）

### 短編映画
- 巣鴨救急2030（2017年 監督：高島優毅）
- 色のない洋服店（2017年 監督：斎藤俊道）作曲協力
- プレゼント（2017年 監督：設楽康之）
- 青い、森（2018年 監督：井手内創／内山拓也）作曲協力
- 十年 Ten Years Japan PLAN75（2018年 監督：早川千絵）作曲協力

### アニメ
- HOME!（2021年 文化庁 あにめのたね 制作：オレンジ）
- フジテレビ放送（2022年 芸人アニメ監督 制作：東映アニメーション）
  - DEathMAtCH～リアルに恋してる～（ラランド サーヤ監督作品）
  - OVER THE RAINBOW（いおり監督作品）
  - うさぎ（ゾフィー 上田航平監督作品）

### CM
- さよならミニスカート Web CM（2018年）
- 小澤酒造株式会社 Web CM（2020年）
- アッヴィ合同会社 Web CM「C型肝炎撲滅キャンペーン動画」（2020年）
- 明治安田生命 Web CM「Jリーグサポーター宣言」（2022年）

### Web／配信
- 動画コンテスト「BOVA」 山翠舎 ふるき良き（2020年 監督：設楽康之）
- ピアニスト 豊田裕子「逍遥自在 ～自然が織りなす天然色との出逢い～」（2021年 制作：根室商工会議所）アレンジ協力
- いいけん、島根県 PR動画（2022年 制作：島根県政策企画局広聴広報課）
- オペラ歌手が本気で歌うアニメソング 収録（2022年 ONE PIECE「ウィーアー!」）合唱アレンジ&オーケストラアレンジ

### 舞台
- 広井王子総合演出 少女歌劇団ミモザーヌ「ミモザのように」（2022年8月）オーケストラアレンジ

　少女歌劇団ミモザーヌ夏公演「Traveling Summer」／吉本興業プロデュース

### コンサート
- アニソンでたどるアニメの歴史 オーケストラコンサート（2022年12月）
  - ONE PIECE「ウィーアー!」）合唱アレンジ&オーケストラアレンジ
  - ドラゴンボール「摩訶不思議アドベンチャー」合唱アレンジ&オーケストラアレンジ
  - 天空の城ラピュタ「君をのせて」合唱アレンジ&オーケストラアレンジ
  - となりのトトロ「さんぽ」合唱アレンジ&オーケストラアレンジ
  - シティーハンター「Get Wild」オーケストラアレンジ
  - 名探偵コナン「メインテーマ」オーケストラアレンジ

### 歌
- 書道家 武田双雲 「草原」（2022年9月）

### その他
- 篠笛・神楽笛奏者 秋吉沙羅「疾風 〜雲外蒼天〜」（2021年）アレンジ協力